# Рудник Турбай
Рудник Турбай — гірничодобувний майданчик в центральній частині Узбекистану, який здійснює розробку покладів золотовмісної руди для Навоїйського гірничо-металургійного комбінату (НГМК).
В 2022-му році почались роботи з освоєння родовища Турбай, крім того, в межах першої черги рудника повинні були почати розробку розташованого західніше родовища «Олтин маъданли 2-зона» («Золоторудна зона 2»). Після виводу черги на проектну потужність (що планувалось на 2024 рік) вона повинна щорічно продукувати 2 млн тон окисненої руди. Переробка останньої здійснюється на гідрометалургійному заводі № 5 того ж НГМК, що знаходиться за вісім десятків кілометрів південніше від Турбай на руднику Аумінзо-Амантой.
Надалі планується залучення в розробку родовищ «Заркатлам», «Барханний» та «Сардор». Експлуатаційні запаси руди всіх п'яти родовищ оцінюються у 41,3 млн тонн, з яких 35,4 млн тонн припадає на Турбай та 2,8 млн тонн на «Олтин маъданли 2-зона».
Роботи на всіх родовищах ведуться або будуть вестися відкритим способом, при цьому за проектом кар'єр Турбай має досягнути розмірів 1,5 км на 0,9 км при глибині у 170 метрів.